# Lola Miesseroff
Hélène Miesseroff connue sous le pseudonyme de Lola Miesseroff, née en 1947, est une autrice et écrivaine française.

## Biographie
Hélène Miesseroff est née dans une famille de Russes réfugiés en France. Originaire de Moscou, son père Oxent Miesseroff (1907-1992), s'installe en France pour poursuivre ses études en 1925. Ses parents sont les propriétaires d'un club de naturisme fréquenté par une clientèle libertaire, socialement et sexuellement en marge. Dès sa jeunesse, Lola Miesseroff est une militante active des luttes sociales.

## Œuvre
Hélène Miesseroff utilise le pseudonyme de Lola Miesseroff pour signer ses textes. En 2019, elle publie un second ouvrage Fille à pédés aux éditions Libertalia. L'expression même de « Fille à pédés » décrit l’attitude d’une femme souvent hétérosexuelle, et qui fréquente majoritairement dans son cercle proche des hommes dont l'attirance sexuelle ou amoureuse se porte vers un autre homme.
Des années 1950 à nos jours, l'autrice documente et raconte ses expériences de vie et amitiés auprès de ces hommes et femmes homosexuels, hétérosexuels et bisexuels, travestis et transgenres,. Elle y présente notamment son engagement dans le Front homosexuel d’action révolutionnaire (FHAR), ainsi que lors des manifestations de Mai 68,,.

## Publications
- Voyage en outre-gauche : Paroles de francs-tireurs des années 68, Éditions Libertalia, 282 p., 2018  (ISBN 9782377290253)
- Fille à pédés, préface d'Hélène Hazera, Libertalia, 145 p., 2019  (ISBN 9782377291151)
- Davaï !, Libertalia, 160 p., 2022  (ISBN 9782377292554)